# المعظم تورانشاه بن صلاح الدين
المعظم تورانشاه بن صلاح الدين (ق. 1181 - 1260 م) كان قائدًا عسكريًّا كرديًّا وأميرًا أيوبيًّا، وهو ابن صلاح الدين. طوال مسيرته الطويلة ولكن غير المتميزة، تم وصفه بأنه "جندي شجاع ولكن موهوب للغاية".
وُلِد المعظَّم حوالي عام 1181. سُمي بهذا الاسم تكريمًا لعمه المعظم تورانشاه الذي توفي سنة 1180م. اسمه الكامل: الملك المعظم تورانشاه فخر الدين أبو منصور بن صلاح الدين. في عام 1186، كان يعيش مع والدته وأخيه الشقيق ملكشاه في دمشق عندما استدعى صلاح الدين المريض الثلاثة إلى سريره في حران. وقد بنى لهم صلاح الدين بيتًا وحمامًا أثناء إقامتهم في حران. وبحسب ابن شداد، فقد أُحضر المعظّم ليشهد حصار عكا في عام 1191 كبداية له في فن الحرب، على الرغم من أنه لم يشارك فعليًا في القتال لعدة سنوات.
وفي عام 1234م، قاد المعظّم جيش أمير حلب في حرب السلطان الكامل ضد السلاجقة. وعندما غزت فلول الجيش الخوارزمي [الإنجليزية] الشام في عام 1240، قاد 1500 فارس من سلاح الفرسان المتوفر في حلب ضدهم. تفوق عليه عدد الجنود بثمانية إلى واحد، وهُزم في المعركة في الثاني من تشرين الثاني.
في عام 1250، قاد المعظّم وشقيقه الوحيد الباقي على قيد الحياة، نصرت الدين، قوات من حلب خلال غزو الناصر يوسف لمصر. وقد أُسر هو ونصر الدين عندما هزم أيبك الجيش في معركة الكورة عام 1251. وظلوا في أسر مشرف في القاهرة حتى تم توقيع معاهدة السلام في عام 1253.
على الرغم من أن عمره تجاوز الثمانين عامًا، إلا أن المعظّم كان يحكم حلب نيابة عن الناصر عندما غزا المغول الشام في عام 1259. فأرسل قوة لتعطيلهم قبل أن يصلوا إلى حلب، ولكنها تراجعت أمام القوات المتفوقة للقائد المغولي هولاكو، الذي عرض على المعظّم شروطًا سخية للاستسلام. رفض المعظّم، وفي 18 كانون الثاني 1260 بدأ حصار حلب. خُرقَت الأسوار في 25 كانون الثاني ونُهبَت المدينة وذُبح سكانها واستُعبدوا. صمد المعظّم في القلعة حتى 25 شباط، عندما طلب الشروط. وقد أعجب هولاكو بشجاعة المعظّم، نظرًا لسنه، وكان كريمًا بشكل غير عادي. وقد مُنحت الحامية تصريحًا آمنًا، لكن المعظّم توفي بعد بضعة أيام فقط.

## ملحوظات
1. ↑  Humphreys 1977، صفحة 224. For Saladin as a Kurd, see pp. 29–30.
2. 1 2 3 4 5  Humphreys 1977، صفحات 348–349.
3. 1 2  Eddé 2016، صفحة 484.
4. ↑  Eddé 2016، صفحة 483.
5. ↑  Lyons & Jackson 1982، صفحة 451.
6. 1 2  Eddé 2016، صفحة 482.
7. ↑  Lyons & Jackson 1982، صفحة 238.
8. ↑  Hosler 2018، صفحة 183.
9. ↑  Humphreys 1977، صفحة 224.
10. ↑  Humphreys 1977، صفحة 269.
11. ↑  Humphreys 1977، صفحة 316.
12. ↑  Humphreys 1977، صفحة 319.
13. ↑  Jackson 2007، صفحة 221, excerpting Ibn Wāṣil.
14. ↑  Humphreys 1977، صفحة 323.
15. 1 2  Jackson 2017، صفحة 130.

## فهرس
- Eddé، Anne-Marie [بالفرنسية] (2016). Saladin. Flammarion.
- Humphreys، R. Stephen (1977). From Saladin to the Mongols: The Ayyubids of Damascus, 1193–1260. State University of New York Press.
- Hosler، John (2018). The Siege of Acre, 1189–1191: Saladin, Richard the Lionheart, and the Battle that Decided the Third Crusade. Yale University Press.
- Jackson، Peter، المحرر (2007). The Seventh Crusade, 1244–1254: Sources and Documents. Ashgate.
- Jackson، Peter (2017). The Mongols and the Islamic World: From Conquest to Conversion. Yale University Press.
- Lyons، Malcolm Cameron؛ Jackson، D. E. P. (1982). Saladin: The Politics of the Holy War. Cambridge University Press.